# Berlin, egy nagyváros szimfóniája
A Berlin, egy nagyváros szimfóniája (eredeti cím: Berlin: Die Sinfonie der Großstadt) német némafilm, Walter Ruttmann rendező filmtörténeti jelentőségű dokumentumfilmje, amelyben az 1920-as évek iparosodó német fővárosának átlagos munkanapját, élet- és munkakörülményeit ábrázolta aprólékos hitelességgel.

## Cselekmény
Hajnal, vonat közeledik. Tájak, falvak, suhannak el, majd külvárosi bérkaszárnyák, gyárkémények, vastraverzek sziluettjei, közben bevillan egy tábla: „Berlin”. A vonat lassít, pályaudvar csarnokába érkezik, megáll. Így indítja „szimfóniáját" Walter Ruttmann, és a bevezetőhöz hasonlóan egész filmje a valóság képeiből gondosan felépített „tételek" sorozata.
Berlin hajnali látképe. 5 óra. Széles, néptelen utcák. Egy őr kutyájával. Egy plakátragasztó. Néhány munkába igyekvő gyalogos, majd kerékpáros. Lassan ébred a város: kapuk nyílnak lakóházakban, gyárakban, villamos-remízekben. Megállóba érkező gyorsvasút, kiáramló embertömeg, gyárban átöltöző férfiak. Egy indítókart lenyomó kéz; utána gépek, forgó alkatrészek indulnak, egyre több gép, izzógyártó gépsor, tejpalackozó gépsor, vasolvasztó. Utcán ablakokat, üzletajtókat nyitnak, redőnyök gördülnek fel; kocsijába beszálló úr, sofőrje levett sapkával várja; iskolába siető gyerekek, külön a fiúk és a lányok.
Villanyórán: 8 óra. Közlekedés, hivatalokba érkező jól öltözött emberek; liftek, páternoszterek emelkednek; gépírók kezei, telefonközpont-kezelők újra és újra; forgóajtón át érkező és távozó urak, hölgyek. Közlekedés, egyre sűrűbb forgalom, lovaskocsi, omnibusz, autók, de főleg villamosok, újra és újra; földalatti építkezése, markológép; felvonulók, utcai tüntetés, hadonászó szónok, reklámfigurákba bújtatott alakok. Villanyórán: 12 óra. Az elején látott képek ellentétes mozgással: lassuló és leálló gépek, megpihenő emberek. Éttermek, felszolgálók, jómódú étkezők, szegényebb falatozók, szegénynegyed, babakocsijával játszó kopottas kislány… Az ebédidő befejeztével mindez újraindul, majd a munkaidő végén hasonló stílusban, de lassabb tempóban a szabadidőt látjuk: sokféle sport, szórakozás, szerelmesek, zenekarok, táncparkettek, neonreklámok, esti városi fények…

## Városszinfónia
Walter Ruttmann „szimfóniája" az 1920-as években divatos városfilmek egyik legszebb alkotása, a nagyvárosi élet képeinek néha szinte költői feldolgozása. A mindennapi cselekvések és helyszínek széles skáláját fogja át (ún. keresztmetszet-film, Siegfried Kracauer megfogalmazása), tehát hiteles kordokumentum is. De ezek csoportosításával és montázsával ritmust, lüktetést, asszociációs lehetőségeket teremt. Minden mozgásban van, minden történik, elindul és leáll, mintha egy élő szervezetet látnánk. Nincsenek megrendezett jelenetek, mint például Dziga Vertov filmjében (Ember a felvevőgéppel), és nincs alkotói állásfoglalás, irónia, mint például Jean Vigonál (Nizzáról jut eszembe). Ruttmann nem mondja, nem is sugallja, hogy ez a valóság szép vagy csúnya, emberi vagy embertelen, hanem a film eszközeivel életre kelt egy nagyvárosi létformát, egy mesterséges, emberalkotta világot.